# Михаил Бояджиев
Михаил Иванов Бояджиев е български революционер, деец на Вътрешната македоно-одринска революционна организация. 

## Биография
Бояджиев е роден в 1876 година във Велес, тогава в Османската империя. Брат е на революционера Никола Бояджиев. Учи в Солунската българска мъжка гимназия. Работи като учител и преподава математика, като е автор на учебници. Същевременно влиза във ВМОРО и развива революционна дейност. В 1898 година завършва математика и физика в Софийския университет. След войните е член на Македонския научен институт.